# Nuit de la chouette
La Nuit de la chouette est un événement organisé en France depuis 1995 par la Fédération des Parcs naturels régionaux de France et la Ligue pour la protection des oiseaux.
À partir de 2011, l'activité a également lieu en Belgique francophone et en 2019 aussi au Luxembourg.

## Histoire

### En France
Cet événement grand public a pour but de faire découvrir les rapaces nocturnes et montrer pourquoi ils sont menacés et comment les sauvegarder. Il réunit environ 30 000 personnes sur 300 à 500 sites.
C'est un événement qui se déroule tous les deux ans à la fois de jour et de nuit généralement au mois de mars :
- En 2007, la septième Nuit de la chouette s'est déroulée le samedi 31 mars 2007, du milieu de l’après-midi au cœur de la nuit et a réuni 23 000 personnes (LPO) ;
- En 2009, l’événement a réuni plus de 26 000 personnes sur 400 animations[3] ;
- En 2011, 560 animations étaient prévues[4] ;
- En 2013, la dixième édition s'est tenue le 23 mars 2013. Plus de 600 animations gratuites étaient au programme[5] ;
- En 2015, la onzième édition a eu lieu le 4 avril 2015.
- En 2017, la 12e édition s'est tenue le 11 mars 2017.
- En 2019, la 13e édition est prévue le 2 mars 2019.
- En 2021, la 14e édition est prévue le 6 mars 2021
- En 2022, la 15e édition est prévue le 18 mars 2022